# Puy-de-dôme (IGP)
Pour les articles homonymes, voir Puy de Dôme (homonymie).
Le puy-de-dôme, appelé aussi vin de pays du Puy-de-Dôme, est un vin français d'indication géographique protégée (le nouveau label des vins de pays) départemental qui a vocation à labelliser, après dégustation, les vins ne pouvant postuler l'appellation d'origine contrôlée côtes-d'auvergne.

## Historique
Sidoine Apollinaire, évêque de Clermont, atteste dans ses écrits que les vignobles prospéraient dans cette région du Massif Central, dès le Ve siècle. Ils se développèrent tout au long du Moyen Âge, et la superficie plantée en vigne atteignit 21 000 hectares à la fin du XVIIIe siècle, puis 34 000 hectares après la Révolution française.

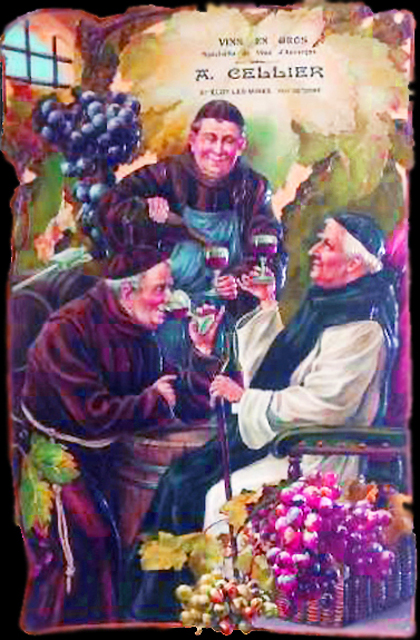
Publicité du début du XXe siècle pour un négociant en vins
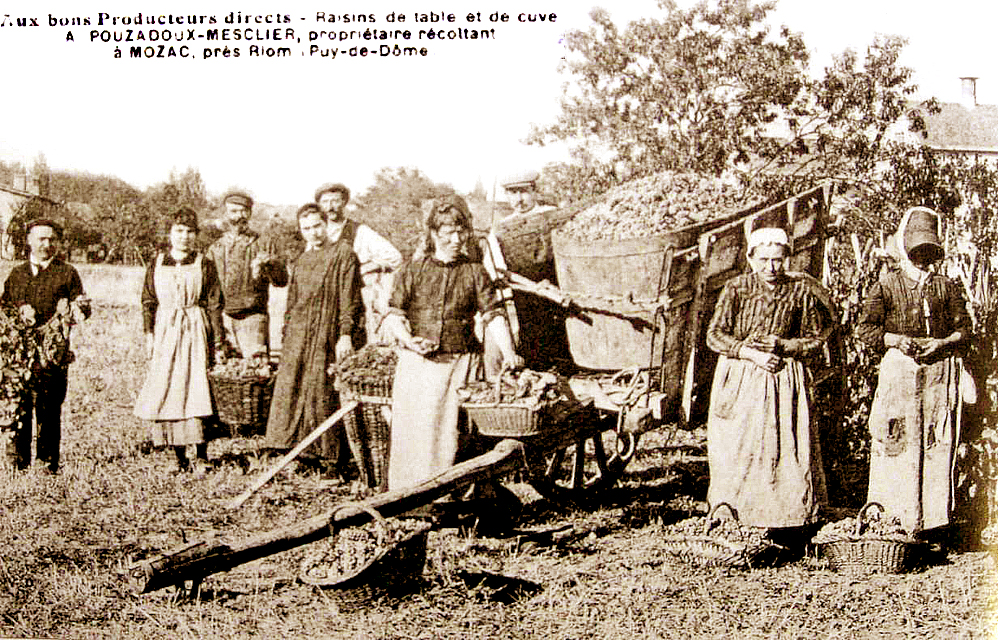
En 1910, vendanges dans le Puy-de-Dôme
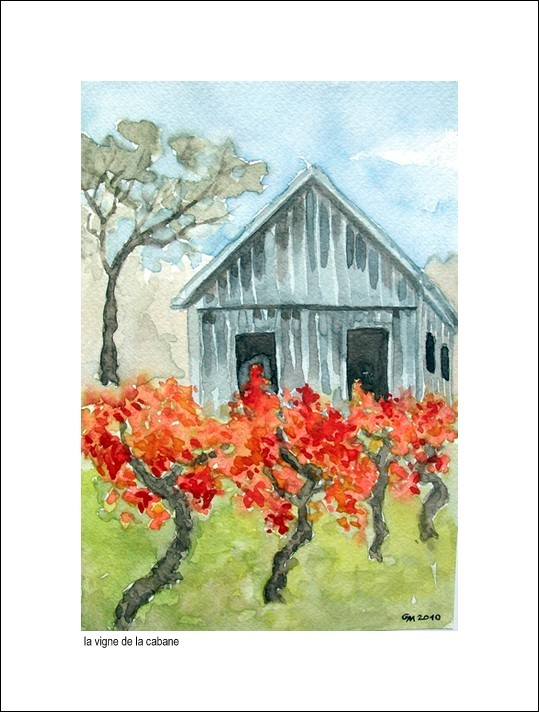
Aquarelle d'une cabane ou tonne des vignes

Grâce à la présence d'Auvergnats à Paris - les bougnats - qui font venir par voie d'eau les vins de leur province, le vin d'Auvergne conquiert le marché parisien. La superficie plantée atteint 45 000 hectares en 1895. Mais le phylloxéra, apparu cinq ans plus tôt, va anéantir les vignes pour une décennie. Elles commencent à se reconstituer au cours des années 1900. La création, en 1935, d'une cave coopérative à Aubière, puis de celle de Saint-Verny, en 1950, vont relancer une production qui reste essentiellement familiale.

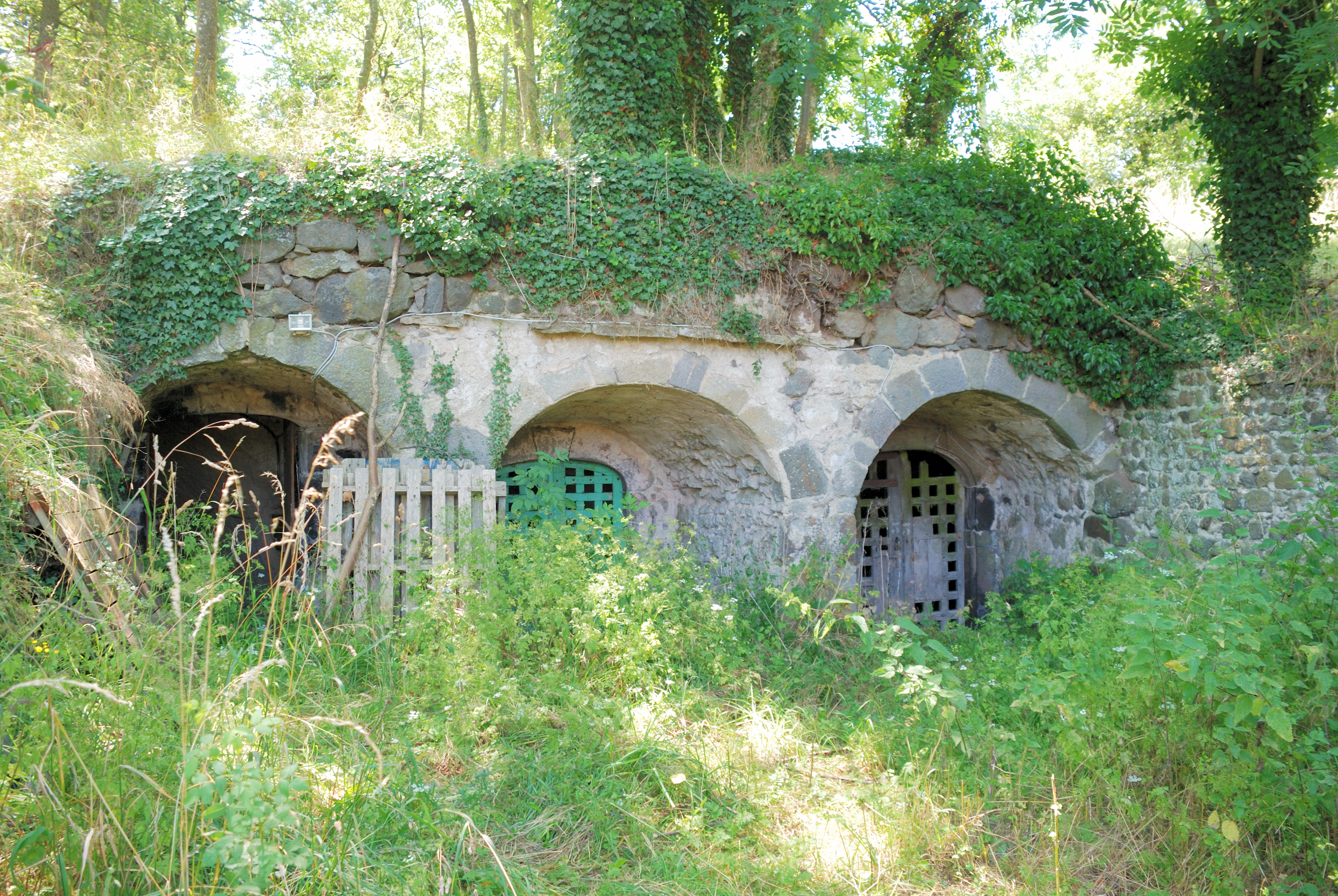
Cave à vin à Saint-Julien
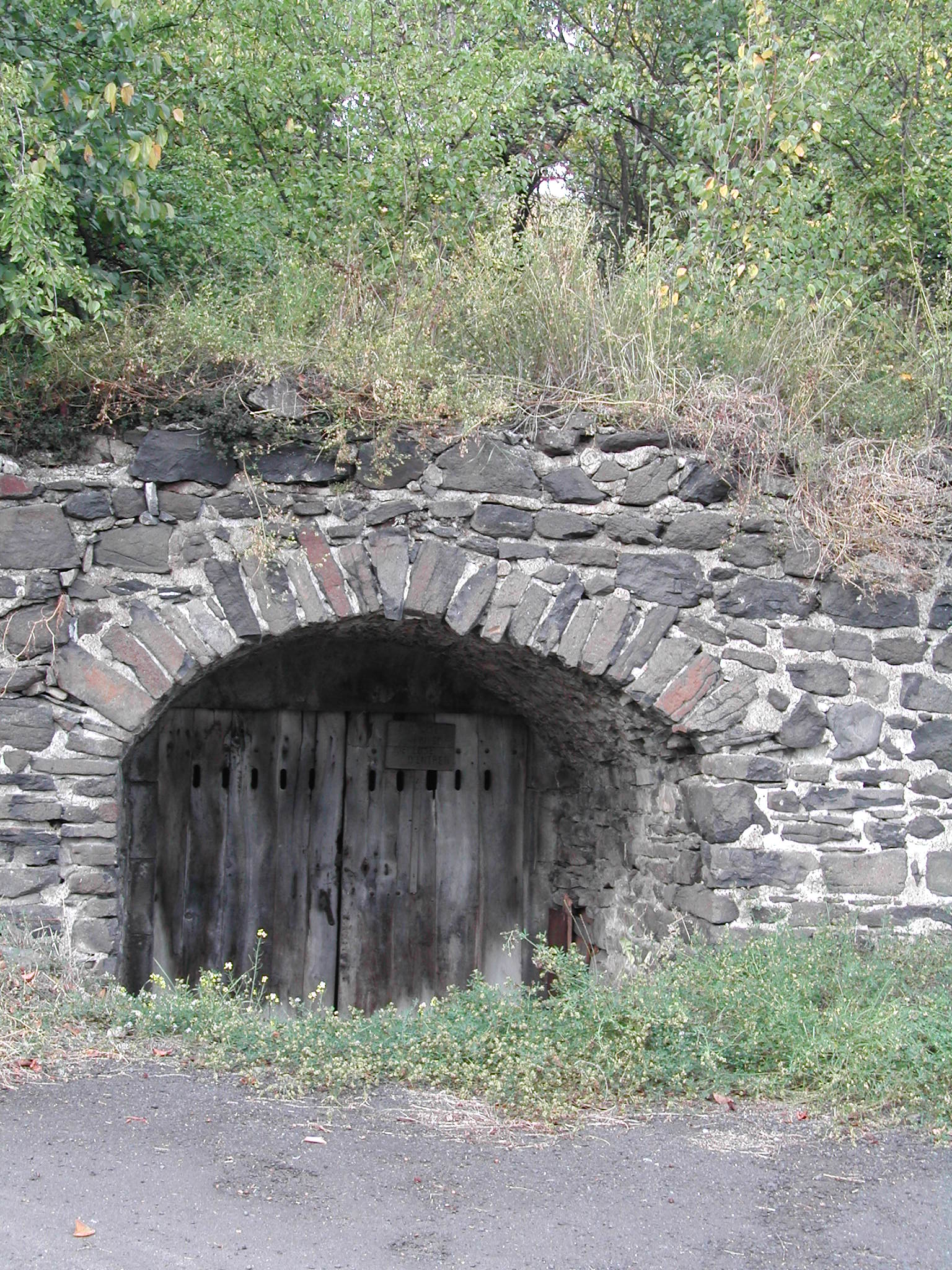
Cave à vin à Chateaugay
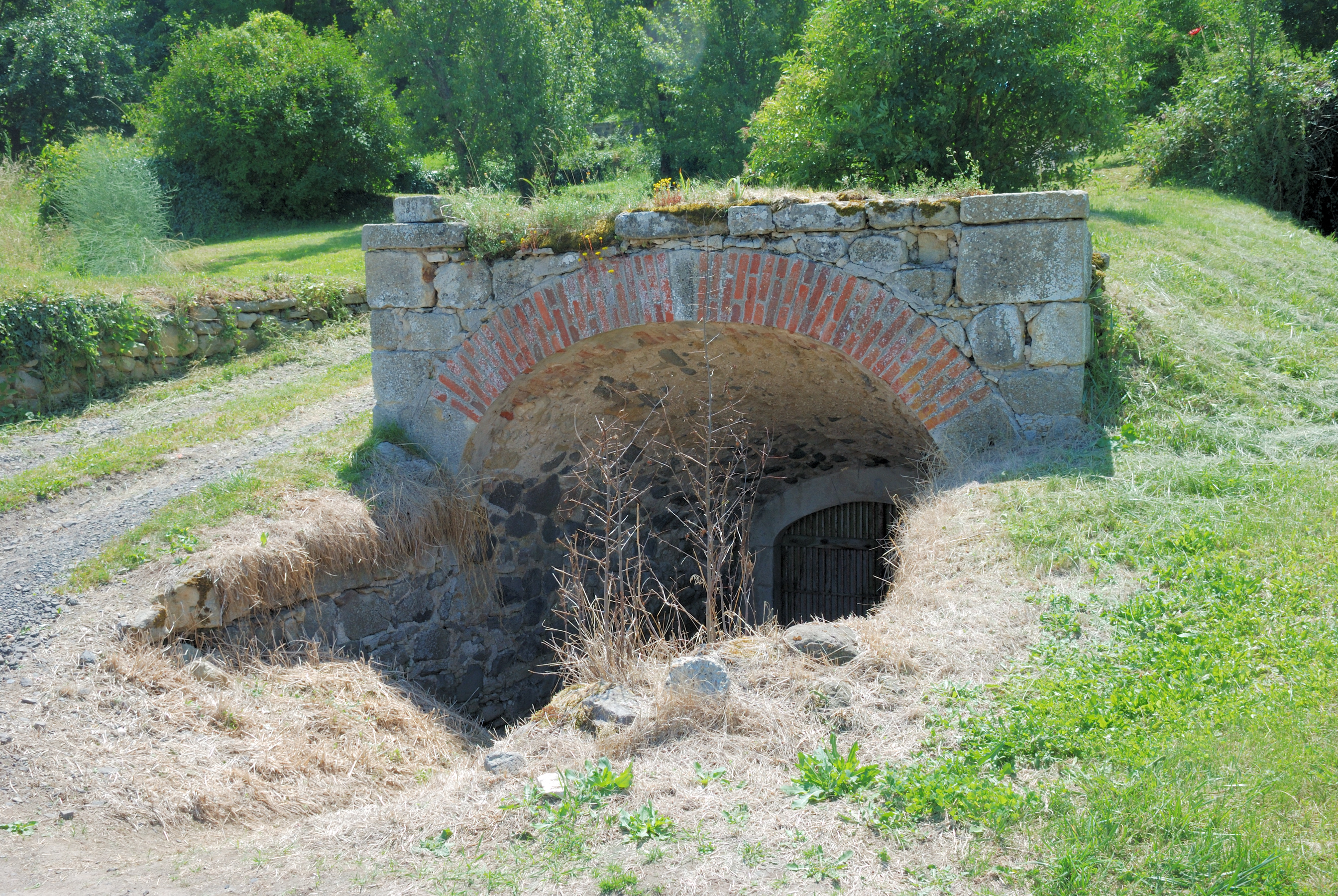
Entrée voutée d'une cave à Saint-Julien

## Localisation
Dominé par les montagnes du Massif Central, les vignes se situent sur les coteaux à basse altitude à l'Est du département. Elles sont essentiellement présentent sur le pourtour du bassin de la Limagne et sur le piémont volcanique des Monts du Livradois à l'Est, et du Puy de Sancy à l'Ouest, à une altitude variant entre 300 et 600 mètres. Quelques communes du département dans leur blasonnement témoignent encore de l'importance de la production viticole.

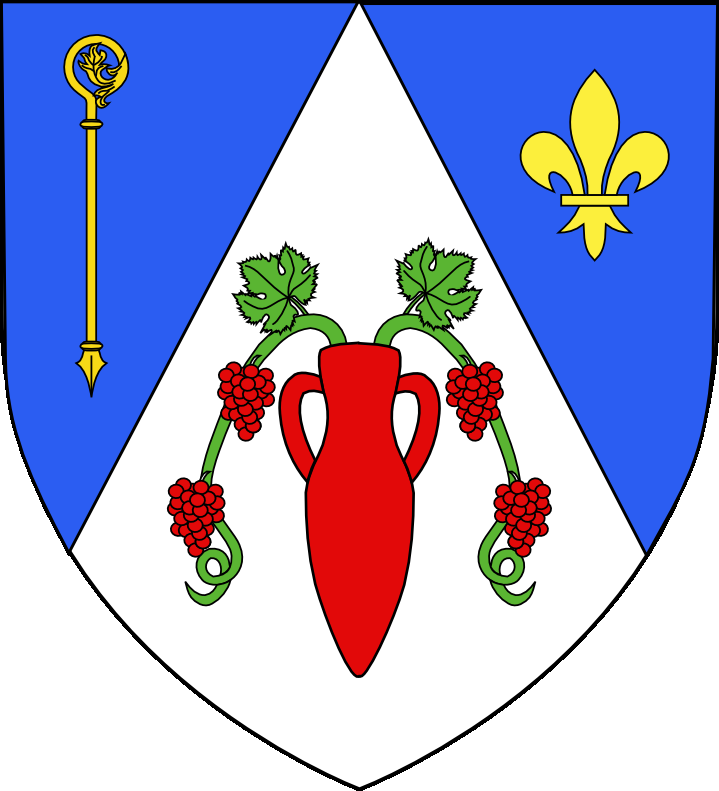
Blason de Saint-Bonnet-près-Riom
Blason d'Artonne
Blason de Prompsat
Blason de Saint-Julien-de-Coppel
Blason d'Égliseneuve-près-Billom

## Types de vin

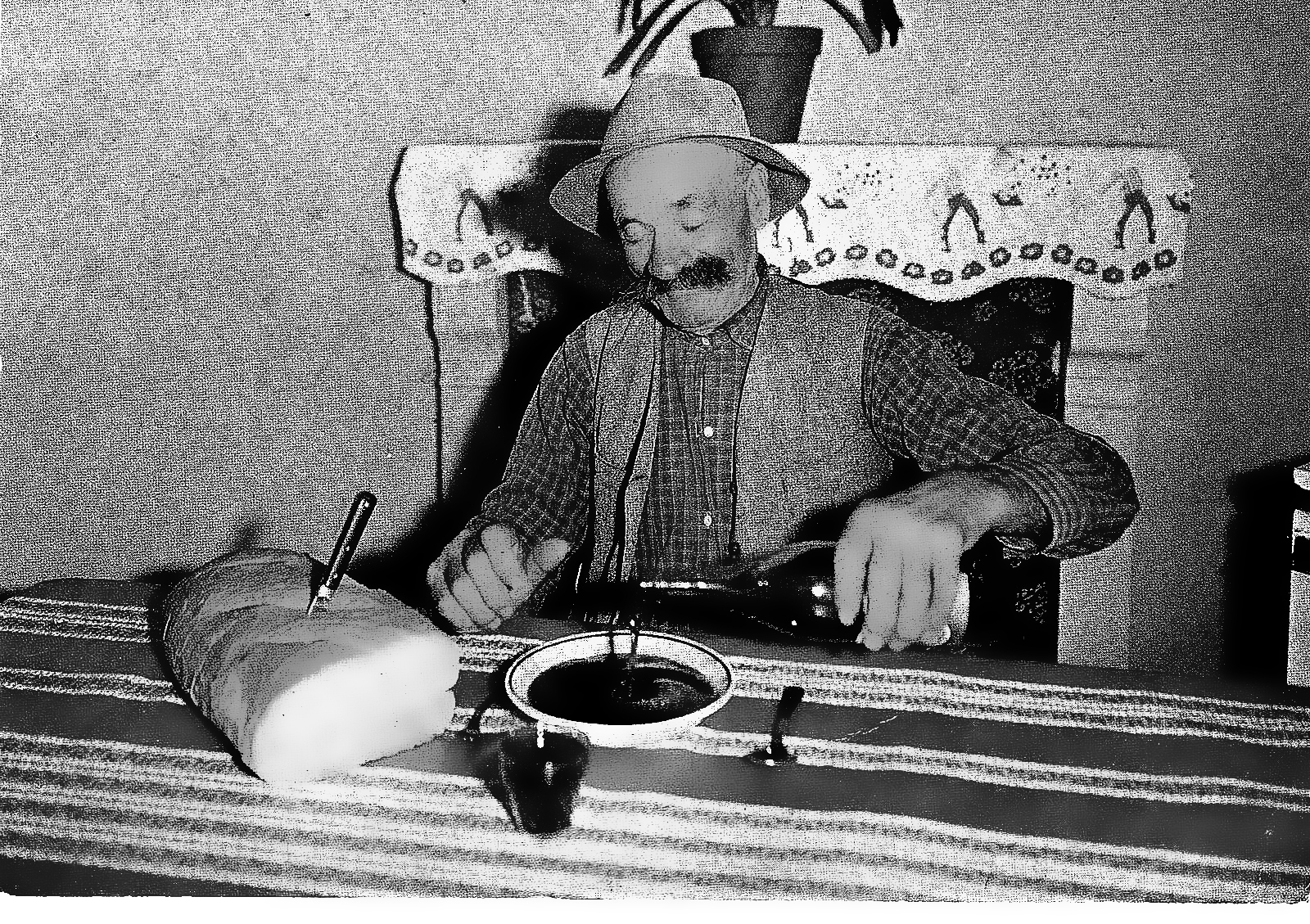
Chabrot en Auvergne

Le vin de pays du Puy-de-Dôme est un vin de pays départemental. Cette labellisation peut être accordée à tous les vignobles de ce département. Il peut être blanc, rosé, gris ou rouge.
Encépagement

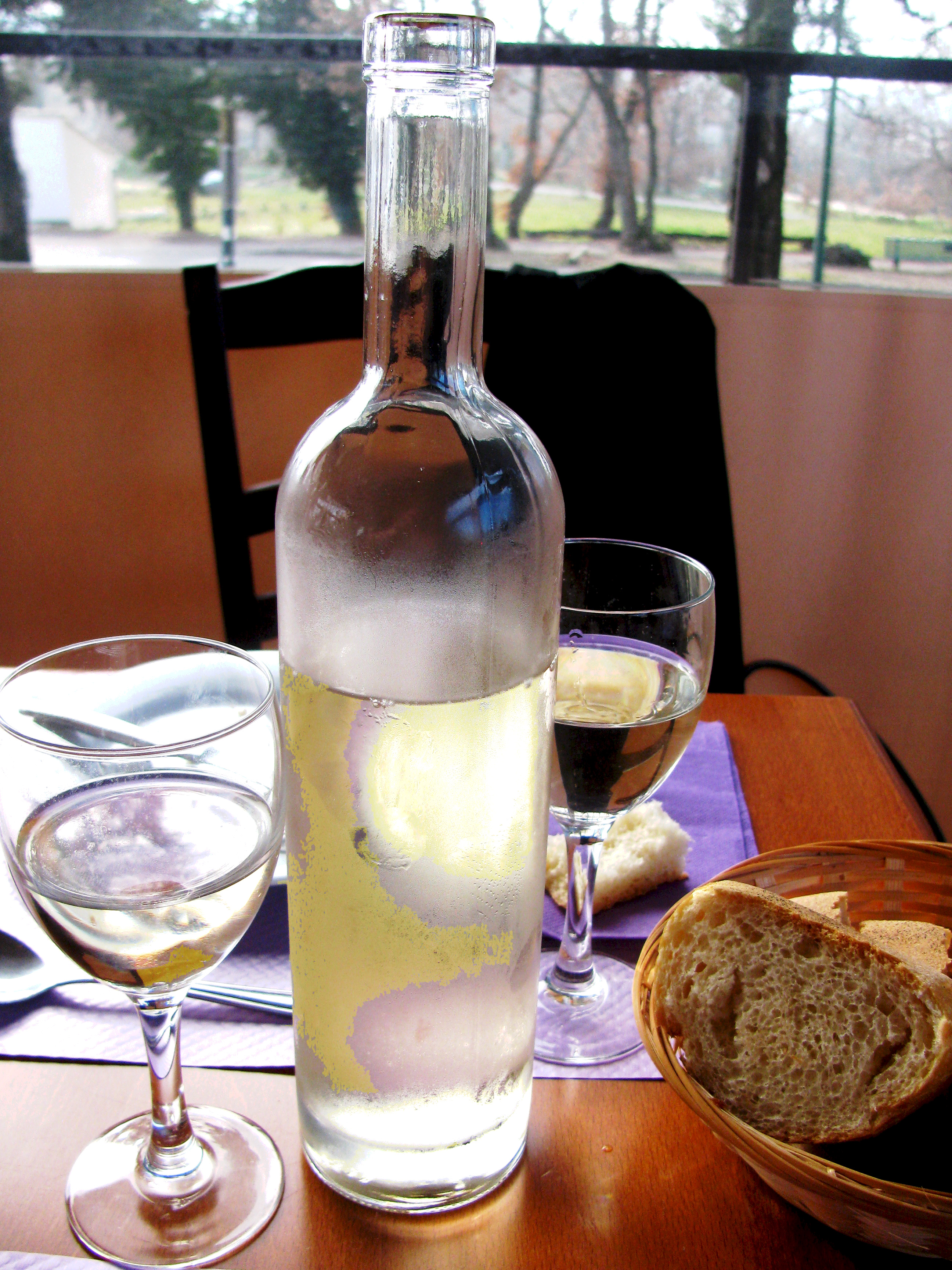
IGP Puy-de-dôme blanc

- Vin blanc : aligoté B., arriloba B., chardonnay B., chasan B., chenin B, grolleau gris G., sauvignon B., sauvignon G., viognier B, roussanne B, marsanne B, pinot B, pinot gris G[1].
- Vin rosé : cabernet franc N, cabernet-sauvignon N, chatus N, corbeau N, cot N, gamaret N, gamay N., gamay de Bouze N., gamay de Chaudenay N., grolleau gris G, grolleau N, merlot N, mondeuse N, noir fleurien N., pinot gris G., pinot d’Aunis N, pinot noir N., portan N., portugais bleu N, sauvignon gris G, syrah N[1].
- Vin gris : cabernet franc N, cabernet-sauvignon N, chatus N, corbeau N, cot N, gamaret N, gamay N., gamay de Bouze N., gamay de Chaudenay N., grolleau gris G, grolleau N, merlot N, mondeuse N, noir fleurien N., pinot gris G., pinot d’Aunis N, pinot noir N., portan N., portugais bleu N, sauvignon gris G, syrah N[1].
- Vin rouge : cabernet franc N, cabernet-sauvignon N, chatus N, corbeau N, cot N, gamaret N, gamay N., gamay de Bouze N., gamay de Chaudenay N., grolleau gris G, grolleau N, merlot N, mondeuse N, noir fleurien N., pinot d’Aunis N, pinot noir N., portan N., portugais bleu N, syrah N[1].

## Production
Le Puy-de-Dôme a une faible production de vin tant en rouge, rosé, gris que blanc.

## Commercialisation
Les vins produits, hors du terroir viticole délimité pour l'AOC côtes-d'auvergne, ou qui ne sont pas conformes à ses conditions de production sont commercialisés en vin de pays du Puy-de-Dôme. Une confrérie vigneronne chargée de la promotion des vins d'Auvergne existe depuis 1948.